# Pierre Leroy-Beaulieu (homme politique, 1871-1915)
Pour les articles homonymes, voir Pierre Leroy-Beaulieu, Leroy et Beaulieu.
Pour les autres membres de la famille, voir Famille Leroy-Beaulieu.
Pierre Leroy-Beaulieu, né le 25 septembre 1871 au domaine de Montplaisir à Olmet-et-Villecun (Hérault) et mort pour la France le 17 janvier 1915 à Anizy-le-Château (Aisne), est un écrivain et homme politique français.

## Biographie

### Jeunesse et études
Pierre Leroy-Beaulieu est le fils de l'économiste Paul Leroy-Beaulieu. Il étudie à l'École polytechnique.
Il est le père  de l'ambassadeur Michel Leroy-Beaulieu et de Paul Leroy-Beaulieu (1902-1999), inspecteur général des finances, conseiller financier du haut-commandement allié à Berlin puis de l'ambassade de France à Bonn, président du bureau économique et financier de l'OTAN.

### Parcours politique
Le 6 mai 1906, il est élu député de l'Hérault au premier tour de scrutin, et est réélu le 8 mai 1910.

### Autres activités
Pierre Leroy-Beaulieu est auteur de plusieurs livres consacrés à des sujets politiques et économiques. Il enseigne à l'École libre des sciences politiques, où, grâce à Émile Levasseur, il enseigne la géographie économique.
Il devient également propriétaire viticulteur. Il acquiert en 1914 le château de Cambous.
Capitaine d'artillerie durant la Première Guerre mondiale, il est blessé à la tête le 13 janvier 1915 dans les combats au nord de Soissons et meurt quelques jours plus tard dans une ambulance allemande.

## Publications
- Les nouvelles sociétés anglo-saxonnes, 1897, prix Montyon de l’Académie française en 1898
- La Rénovation de l'Asie, 1900, prix Marcelin Guérin de l’Académie française en 1901
- Les États-Unis au XXe siècle, 1904, prix Marcelin Guérin de l’Académie française en 1915
- La Crise viticole méridionale, 1907

## Sources
1. ↑  Pierre Rain, L'École Libre Des Sciences Politiques, Fondation nationale des sciences politiques, 1963 (ISBN 978-2-7246-0033-9, lire en ligne)

- « Pierre Leroy-Beaulieu (homme politique, 1871-1915) », dans le Dictionnaire des parlementaires français (1889-1940), sous la direction de Jean Jolly, PUF, 1960 [détail de l’édition]